# 후크발라합
후크발라합(Hukbalahap, 필리핀어: Hukbong Bayan Laban sa mga Hapon)은 필리핀 공산당의 지도하에 제2차 세계대전 중 필리핀에서 결성된 마르크스-레닌주의 게릴라 조직이다. 후크발라합은 타갈로그어로 항일국민군(The Nation's Army Against the Japanese)의 약자이다. 원래는 일본과 싸우기 위해 결성되었지만, 이후 1946년에는 후크발라합 반란으로 알려진 충돌을 통해 그들의 전투를 필리핀 정부로 확대시킨다. 그러나 미국과 서구권국의 디 지원을 받은 필리핀 정부의 진압으로 후크발라합은 1954년 말경 세력이 축소되었고 1960년에 해체되었다.

## 일본군과의 전투
1942년 2월 6일, 일본군 점령 하의 필리핀에서 농민 운동을 모체로 루손섬의 산촌에서 루이스 타루크를 지도자로 하여 결성되었다.
후크발라합은 팜팡가주, 타를라크주, 누에바에시하주의 빈농을 주된 구성원으로 하고 있었지만, 5관구로 이루어진 군대 조직과 군사 학교도 가지고 있으며, 일본군의 축출과 지주 계급 타도를 목적으로 일본 육군을 상대로 성공적인 게릴라전을 전개했다. (지역 주민들도 주거와 음식을 제공하는 등 이들의 활동을 지원했다.) 이에 대응하여 일본군은 폭격 등에 의한 대규모 공격을 거듭하는 등 가혹한 보복을 반복했지만 그 세력을 일소하지 못했으며, 필리핀 점령 기간 중 일본군은 지속적으로 후크발라합에 시달렸다.

## 공동투쟁
한편, 태평양 전쟁에서 당초 열세였던 미군도 1944년 10월 24일 레이테 만 전투에서 승리를 시작으로 맹렬한 기세로 필리핀 재점령을 진행했다. 1945년 2월에 수도 마닐라를 탈환하고, 같은 달 27일에 연방 정부를 부활시켰고, 이어 필리핀 탈환에 성공했다. 이때까지 항일게릴라 조직은 중요한 역할을 했으며, 그 중심에는 후크발라합이 있었다. 미군과 후크발라합 사이에 한때 미국 극동 육군 게릴라와 지하에서 연락을 하고 항일협력을 하며 대일 작전에서 둘은 역할 분담이 이루어지는 등 매우 긴밀한 관계를 맺었다.